# 里弗维尤 (阿拉巴马州)
里弗维尤（英文：Riverview），是美国阿拉巴马州下属的一座城市。面积约为1.45平方英里（约合3.74平方公里）。根据2010年美国人口普查，该市有人口184人，人口密度为127.25/平方英里（约合49.2/平方公里）。